# Heinrich Hornkens
Heinrich Hornkens (m. 1612), lexicógrafo e hispanista alemán.
Escribió un diccionario trilingüe Recveil de dictionaires Francoys, Espaignolz et Latins... Recopilación de dictionarios... Congesta dictionariorvm... (Bruxelles: Rutger Velpius, 1599) que nutrió el Tesoro de César Oudin.